# Sabrina Aubin-Boucher
Sabrina Aubin-Boucher est une boxeuse canadienne née le 19 octobre 1984 à Saint-Jean-sur-Richelieu.

## Carrière
Sabrina Aubin-Boucher joue au basket-ball pendant neuf ans avant une blessure au genou à l'âge de 21 ans, et se lance ensuite dans la boxe anglaise.
Elle évolue dans la catégorie des poids plumes et remporte la médaille de bronze aux Jeux du Commonwealth de Gold Coast en 2018.